# Brzóze
Brzóze is een plaats in het Poolse district Miński, woiwodschap Mazovië. De plaats maakt deel uit van de gemeente Mińsk Mazowiecki en telt 720 inwoners.